# 이이오 가즈노리
이이오 가즈노리(일본어: 飯尾 一慶, 1982년 2월 23일 ~ )는 일본의 전 축구 선수이다.

## 구단 경력
과거 도쿄 베르디, 가와사키 프론탈레, 아비스파 후쿠오카, 요코하마 FC에서 활동하였다.

## 국가대표팀 경력
그는 2001년 FIFA 세계 청소년 축구 선수권 대회에 참가할 일본 U-20 국가대표팀에 발탁되었으며, 3경기에 출전했다.